# Esplantas
Esplantas là một xã thuộc tỉnh Haute-Loire nam trung bộ nước Pháp. Xã Esplantas nằm ở khu vực có độ cao trung bình 1063 mét trên mực nước biển.